# Jean-Jacques Rioult
Pour les articles homonymes, voir Rioult.
Jean-Jacques Rioult est un conservateur du patrimoine, spécialiste de la Bretagne. Il a notamment été conservateur en chef du patrimoine au service régional de l'Inventaire général de Bretagne.

## Ouvrages
- Yves-Pascal Castel, Denise Dufief-Moirez, Jean-Jacques Rioult et al., Les orfèvres de Basse Bretagne, Rennes, Association pour l'Inventaire de Bretagne, coll. « Inventaire générale des monuments et richesses artistiques de la France, Région de Bretagne », 1994, 440 p. (ISBN 2-905064-20-X)
- Catherine Arminjon, Jean-Jacques Rioult et Sophie Vergne, Les orfèvres de haute Bretagne, Rennes, Presses Universitaires de Rennes, 2006, 495 p. (ISBN 2-7535-0336-2, OCLC 888887070, lire en ligne)
- Jean-Jacques Rioult et Philippe Bonnet, Bretagne gothique : l'architecture religieuse, Paris, Picard, 2010, 485 p. (ISBN 978-2-7084-0883-8, OCLC 708368084, lire en ligne)
- Louise Blin, Jean-Jacques Rioult, Marie Daniel et Catherine Loth, Bretagne : paysages géographiques, patrimoine architectural, Rennes/Rennes, Centre régional de documentation pédagogique (Rennes), 278 p. (ISBN 978-2-86634-331-6 et 2-86634-331-X, OCLC 758761703, lire en ligne)
- Jean-Jacques Rioult, L'Hôtel de Blossac à Rennes : Résidence du commandant en chef pour la Bretagne, t. LXVIII, Rennes, Mémoires de la société d'Histoire et d'Archéologie de Bretagne, 1991 (ISSN 0750-1420), p. 289-317

### Contributions
- Isabelle Barbedor, Rennes : Mémoire et continuité d'une ville, Paris, Centre des monuments nationaux / Monum, éditions du patrimoine, octobre 2004, 230 p. (ISBN 2-85822-796-9)
- Inventaire général de Bretagne, base Mérimée